# 天誅組

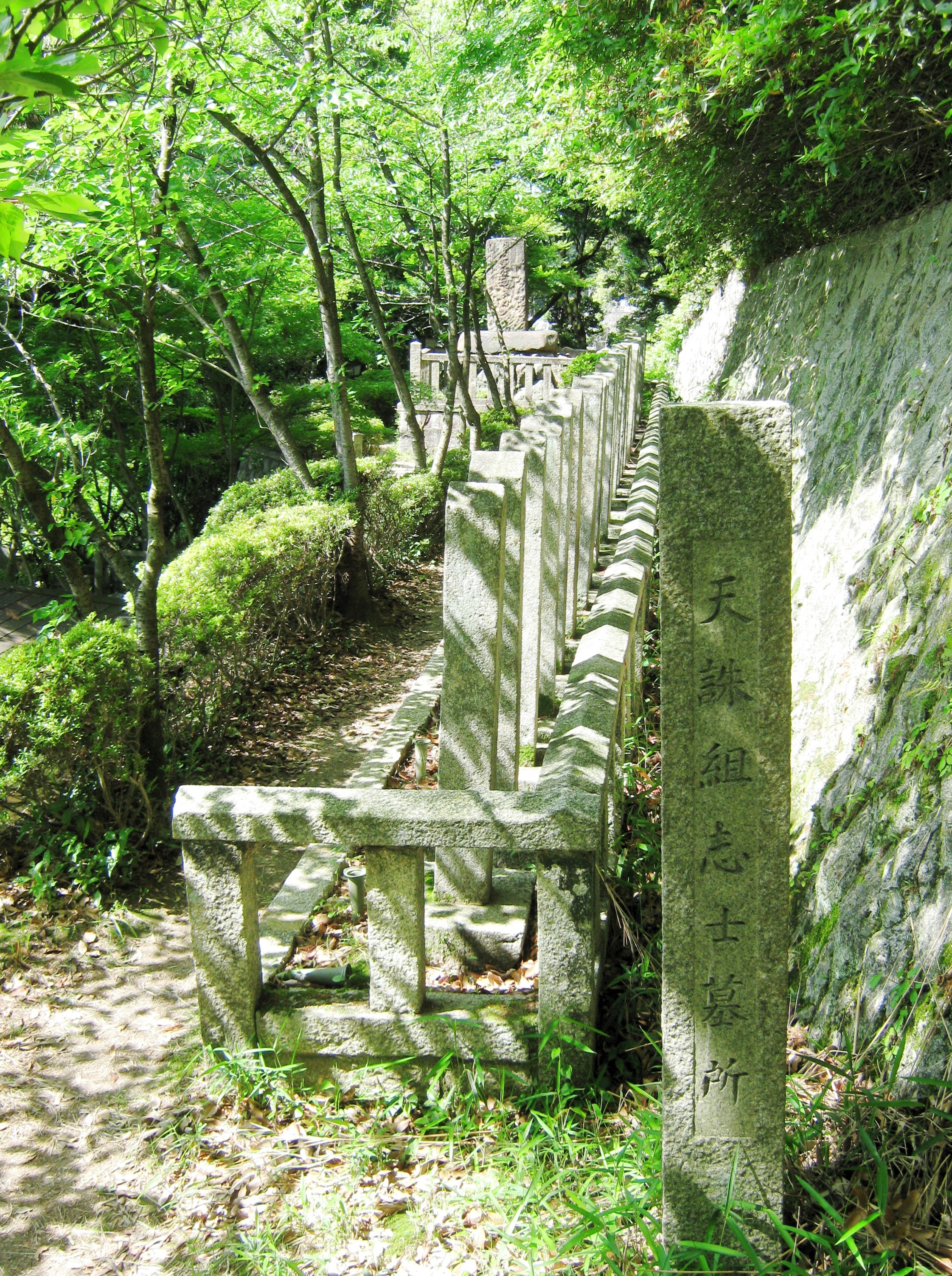
天誅組志士之墓（京都靈山護國神社）

天誅組（日语：／ Tenchū Gumi）是幕末之際以公卿中山忠光為主將，由尊皇攘夷志士組成的武裝集團。在大和國舉兵，但是，受到幕府軍的圍剿而全軍覆沒（天誅組之變）。也稱作天忠組。

## 概要
文久3年（1863年）8月13日，孝明天皇決定参拝神武天皇陵，發出攘夷親征之詔勅（大和行幸）。土佐脱藩浪士吉村寅太郎等攘夷派浪士擁立攘夷派公卿・前侍從中山忠光為主將，作為大和行幸的先鋒，從京都出發。以土佐藩、久留米藩的脱藩浪士為中心結成。
8月17日，舉兵襲撃幕府天領的大和國五條代官所，將代官鈴木源內梟首。之後將本陣置於櫻井寺，宣布五條為天朝直轄地，樹立「御政府」或「總裁所」。或稱作五條御政府。
但是，舉兵後的8月18日，發生八月十八日政變，大和行幸中止，京都的攘夷派失勢。天誅組將本陣移至天之辻的要害，招募十津川鄉士加入。幕府命令諸藩討伐天誅組。9月19日，忠光解散天誅組。殘黨在吉野山中的鷲家口（奈良縣東吉野村）被幕府軍消滅。
明治元年（1868年），志士之靈被奉祀在京都靈山護國神社。

## 編成
五條代官所襲撃後的8月18日，在櫻井寺制定的職制和軍制。
- 主將　：中山忠光
- 總裁　：藤本鐵石、吉村寅太郎、松本奎堂
- 御用人：池內藏太
- 監察　：吉田重藏、那須信吾、酒井伝次郎
- 銀奉行：磯崎寛
- 砲隊伍長：安岡直行
- 参謀兼記錄方：伴林光平
- 小荷駄奉行：水郡善之祐

浪士以土佐藩、久留米藩出身者為中心。身分有鄉士、庄屋、神官、僧侶。總勢1000餘人。由脱藩浪士指揮，兵士的主體是十津川鄉士。

## 關連作品
- 大岡昇平
- 司馬遼太郎
- 司馬遼太郎
- 菊池寛
- 中里介山
- 仲町六絵
- 三上於莵吉

## 關連項目
- 天誅組之變